# Halloween Town International, LLC.
ハロウィンタウン・インターナショナル (Halloween Town International) は日本に本拠を置くレコードレーベル。1998年設立の株式会社パンダ・ディスクからの業務譲渡により、2001年から商業音楽の制作、販売を開始、2003年にレーベルを統合して名称を「ハロウィンタウン・インターナショナル」とする。
ネット黎明期だった1998年当時より、いち早くネット通販を取り入れたことでも知られ、音楽配信への対応も早かった。現在では海外メーカーとのコネクションを生かした海外アーティストのディストリビューションも行っており、パリにもオフィスを構えている。